# Aachener Karneval

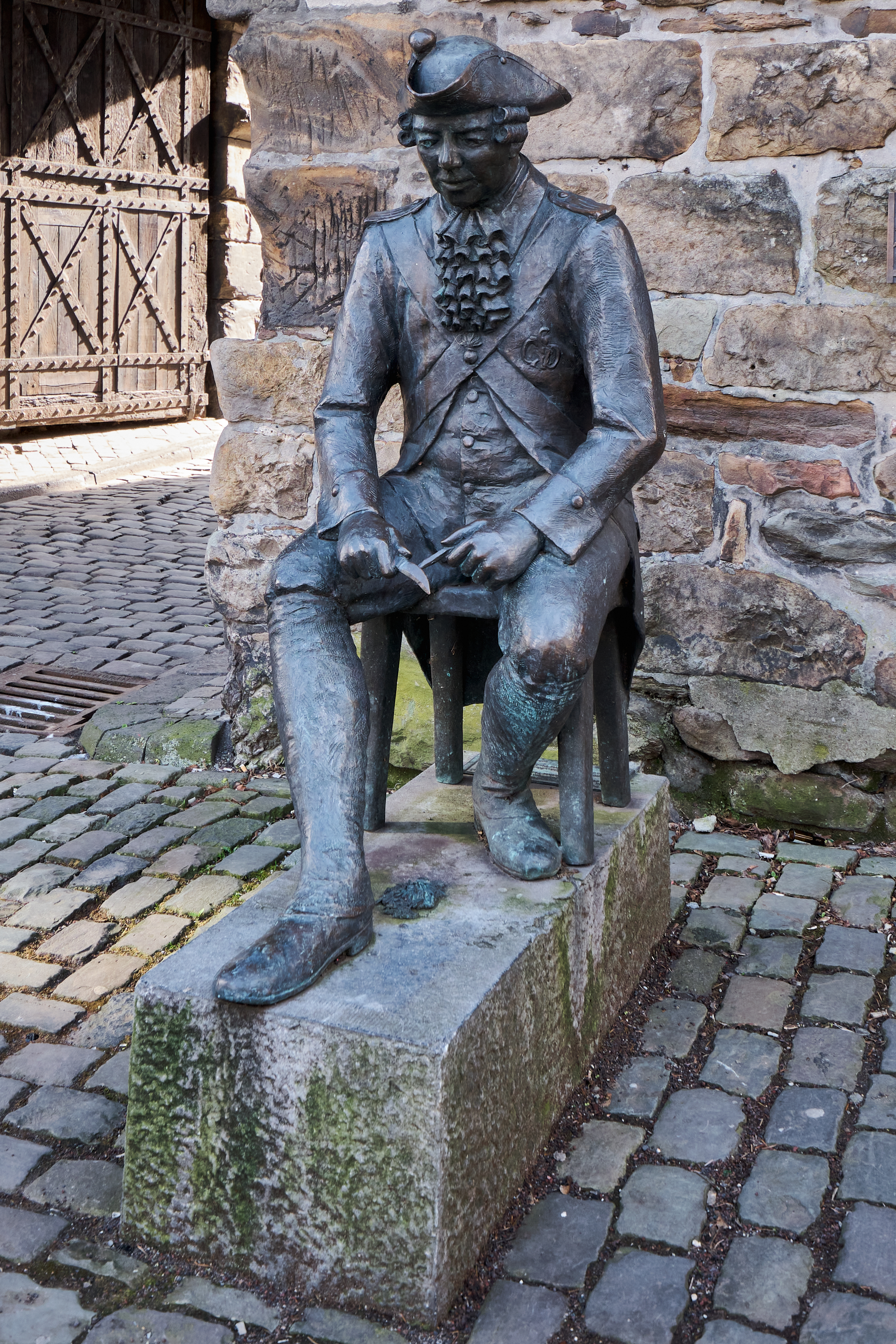
Denkmal des Pennsoldaten vor dem Marschiertor, dem Hauptquartier der Öcher Penn

Der Aachener Karneval ist Teil des Rheinischen Karnevals und geht auf die Tradition der Uniform tragenden Karnevalsgesellschaften im 19. Jahrhundert zurück.

## Geschichte
Aachen und das gesamte Rheinland standen von 1794 bis 1814 unter französischer Besatzung. 1802 wurde Aachen als Verwaltungssitz des Département de la Roer eine französische Stadt und Verwaltungsmittelpunkt. Die Besatzung des Rheinlandes wurde wesentlich von Aachen aus organisiert. Militärisch waren die Franzosen nicht stark genug, um im Alltagsleben in Aachen und Umgebung dauernd präsent zu sein. Die Franzosen bevorzugten es daher, sich in ihre Kasernen zurückzuziehen und ihren Besatzungsauftrag mit starken Patrouillen zu organisieren. Im Jahre 1798 erfolgte daher aus Sicherheitsgründen ein Verbot der lokalen Schützenvereine. Dieses Verbot hielt bis zum Jahre 1806.
Die empörten Bürger, typische Rheinländer, waren damit einer wesentlichen Quelle ihres gesellschaftlichen und teilweise auch politischen Lebens beraubt. Eine weitere erhebliche Belastung für die Bevölkerung stellte das französische Konskriptionssystem dar, d. h. die Militärpflicht aller männlicher Einwohner zwischen dem 18. und dem vollendeten 40. Lebensjahr. Den materiell Bessergestellten war es dabei möglich, sich durch die Stellung eines Ersatzmannes von der Militärpflicht zu befreien.
Während die Verwaltungsreformen der Franzosen eine nicht geringe Zustimmung fanden, wurde also alles Militärische heftig abgelehnt. Die Aachener zeigten ihre Abneigung damit, dass sie vor den Kasernen der Franzosen in Lumpenkostümen, die den französischen Uniformen nachempfunden waren, auf und ab marschierten. Dabei sangen sie Schmählieder und verhöhnten den militärischen Gruß, indem sie ihn absichtsvoll falsch ausführten. Entsprechende Anekdoten von der französischen Kaserne in der Aachener Elsassstraße sind bekannt. Diese Kaserne stand etwa dort, wo heute der Kennedypark liegt.

## Gründung des ersten Karnevalsvereins
Obwohl die Tradition des Tragens einer falschen Uniform aus Aachen stammt und solche Gruppen auch zuerst in Aachen zu sehen waren, hat sich der erste echte Karnevalsverein mit dieser Tradition in Köln gegründet. Nach dem Ende der Besatzung gründeten sich in Aachen, Köln und anderen Orten weitere Vereine, die das Tragen der Uniform-Kostüme, das Absingen von Schmähliedern und den Narrengruß während der Zeit des Karnevals, Fastnacht und Faschings in ihre Satzung aufnahmen. Uniformtragende Karnevalsgesellschaften sind also im Ursprung eine rheinische Angelegenheit und darüber hinaus Ausdruck eines konkreten Antimilitarismus.
Der Narrengruß (die rechte flache Hand wird links an der Stirn nachlässig angelegt) hat sich bis heute erhalten und steht auch heute noch für eine Verhöhnung von staatlichen und militärischen Zwängen. Da sich uniformtragende Karnevalsgesellschaften auch in anderen Landesteilen etabliert haben und außerhalb des Straßenkarnevals stattliche Uniformen, straffe Organisation, steife Bewegungen und bierernstes und elitäres Gehabe die ursprüngliche Absicht verwischt haben, ist der Anspruch des Antimilitarismus sicher kein Hauptmotiv des Aachener Karnevals mehr.

## Alternativer Karneval
In Aachen werden auch noch andere Formen des Karnevals gepflegt.
Bekannt ist die ab 1991 veranstaltete Strunxsitzung (auch Strunx-Sitzung). Diese sich als „alternativ“ verstehende Form des Karnevals wurde am Anfang von den etablierten Karnevalsvereinen argwöhnisch betrachtet. Die Bezeichnung rührt von dem Wort Stronks des Öcher Platts her, was so viel wie „Kot“, „Mist“ oder (vulgär) „Scheiße“ bedeutet. Bereits 1992 erreichte Strunx seinen ersten „Skandal“ mit der Proklamation des Strunx-Prinzen „Schwulität Jonathan“ vor einer öffentlichen Toilette des Aachener Rathauses.
Da die Mitglieder der Strunxsitzung, die seit 1991 in weiten Zügen gleich geblieben war, mit zunehmendem Alter die Sitzungen nicht mehr realisieren konnten und Nachwuchs fehlte, wurde die Strunxsitzung 2013 eingestellt.